# Rhea Singha
Rhea Singha (Guyarati⁣: ર્હેઅ ષિઙ્હ) es una modelo india y ganadora de concursos de belleza que ganó Miss Universo India 2024 el 22 de septiembre de 2024, en Jaipur, India. Singha representó a la India en el certamen Miss Universo 2024 celebrado el 16 de noviembre de 2024 en México y terminó entre las 30 semifinalistas. 
Antes de su victoria en Miss Universo India, Singha ostentaba el título de Miss Teen Earth 2023.

## Primeros años de vida
Nacida en Ahmedabad, Guyarat, hija de Brijesh Singha y Rita Singha, Singha es modelo y oradora TEDx. Tiene una licenciatura en Artes Escénicas de la Universidad GLS en Ahmedabad. Ganó su primer concurso, Diva's Miss Teen Guyarat en 2020 a la edad de 16 años. Singha representó a la India en Miss Teen Universe 2023 en Madrid, donde alcanzó el puesto seis entre 25 concursantes. Más tarde, ese año, fue subcampeona en la temporada 14 de JOY Times Fresh Face en Mumbai. 

## Carrera en concursos de belleza

### Miss Teen Tierra 2023
En 2023, a la edad de 18 años, Singha representó a la India y ganó Miss Teen Earth 2023, celebrado en Madrid, España, convirtiéndose en la primera india en ganar el título. 

### Miss Universo India 2024
Singha fue anunciada como finalista nacional para la competencia inaugural Miss Universo India organizada por el Grupo Glamanand como participante comodín el 17 de agosto de 2024, en Delhi. Singha ganó Miss Universo India 2024 el 22 de septiembre de 2024, en Zee Studios en Jaipur. Singha fue el primer ganador del Grupo Glamanand en ostentar el título. Además, ganó el premio de subtítulo Miss Glamorous. 

### Miss Universo 2024
Singha representó a la India en Miss Universo 2024, celebrado en la Arena CDMX, Ciudad de México, México, el 16 de noviembre de 2024. Terminó entre las 30 semifinalistas más importantes, lo que marca la sexta colocación consecutiva del país en Miss Universo. 